# ぷぷぷBOOKS
ぷぷぷBOOKS（ぷぷぷブックス）は、日本の出版社・小学館が2011年7月28日に創刊した絵本・漫画のレーベル名。判型はA20取判。

## 概要
主に未就学〜小学校低学年の女児を対象とする情報誌兼漫画雑誌『ぷっちぐみ』の関連レーベル。テレビアニメ化されており、かつ同誌で漫画連載を行っている作品を対象としている。
通常『ぷっちぐみ』掲載漫画の単行本はてんとう虫コミックスのサブレーベルである「てんとう虫コミックススペシャル ぷっち」から刊行されているが、本レーベルでは漫画に加えてテレビ絵本の要素を組み合わせており、ページ数も30ページと通常のテレビ絵本よりも分量が多くなっている。価格はもっともデフォルトな合紙絵本が16ページ＋表紙で420～480円程度の価格帯であるのに対し、30ページ＋表紙で700円(税込)と比較的割安と言え、さらに表紙がキラキラと光る特殊加工印刷(合紙では見られなかったマークやロゴが浮き立つ加工)と豪華な仕様となっている。。

## タイトル一覧
五十音順。
- ジュエルペット（原作：サンリオ・セガトイズ、漫画：森江真子）
  - ジュエルペット まるごとラブラブック
- ズーブルズ!（原作：セガトイズ）
- ソラカラちゃん（丸山もゝ子・鍬本良太郎共著、東武タワースカイツリー監修）
- たまごっち!（原作：バンダイ、漫画：ヤスコーン）
- はっぴーカッピ（監修：小学館集英社プロダクション、漫画：こむろえ〜こ）
- はなかっぱ（原作：あきやまただし、漫画：あべさより）
- プリティーリズム・オーロラドリーム（原作：タカラトミー・シンソフィア、漫画：たちばな真未）
- 豆しば（監修：電通テック、漫画：そにしけんじ）
- リルぷりっ（セガ・小学館・陣名まい共著）